# 彦根大花火大会
彦根・北びわ湖大花火大会（ひこね・きたびわこだいはなびたいかい）は、滋賀県彦根市の琵琶湖沖で行われる花火大会。

## 概要
- 主催 - 北びわ湖大花火大会実行委員会
- 開催月日 - 毎年8月1日
- 開催場所 - 彦根港松原水泳場沖
- 打ち上げ数 -　2,500発

## その他
- 会場の周辺には、屋台がたくさん並ぶ。
- 有料観覧席が設けられる。
- 近隣のホテルや観覧船による湖上からの観覧プランが発売される。